# 2016 FW58
2016 FT58, também escrito como 2016 FT58, é um objeto transnetuniano que está localizado no cinturão de Kuiper, uma região do Sistema Solar. Ele possui uma magnitude absoluta de 7,8 e tem um diâmetro estimado de 121 km.

## Descoberta
2016 FT58 foi descoberto no dia 28 de março de 2016 pelo DECam.

## Órbita
A órbita de 2016 FT58 tem uma excentricidade de 0,058 e possui um semieixo maior de 42,022 UA. O seu periélio leva o mesmo a uma distância de 39,565 UA em relação ao Sol e seu afélio a 44,479 UA.